# Вишенки (Киевская область)
Ви́шенки (укр. Вишеньки) — село, входит в Бориспольский район Киевской области Украины.
Население по переписи 2001 года составляло 2998 человек. Почтовый индекс — 08341. Телефонный код — 4595. Занимает площадь 8,844 км². Код КОАТУУ — 3220881301.

## Местный совет
08341, Киевская обл, Бориспольский р-н, с. Вишенки, ул. Ленина, 79

## История
В XIX веке село Вишенки было в составе Броварской волости Остерского уезда Черниговской губернии. В селе была Георгиевская церковь.

## Достопримечательности
Вблизи села на песчаной дюне в пойме левого берега Днепра расположен могильник Вишенки —  археологический памятник зарубинецкой культуры.